# Sundarpur (Sarlahi)
Sundarpur (nep. सुन्दरपुर) – gaun wikas samiti w środkowej części Nepalu  w strefie Dźanakpur w dystrykcie Sarlahi. Według nepalskiego spisu powszechnego z 2001 roku liczył on 900 gospodarstw domowych i 5692 mieszkańców (2746 kobiet i 2946 mężczyzn).